# Black Cats (Kunstflugstaffel)

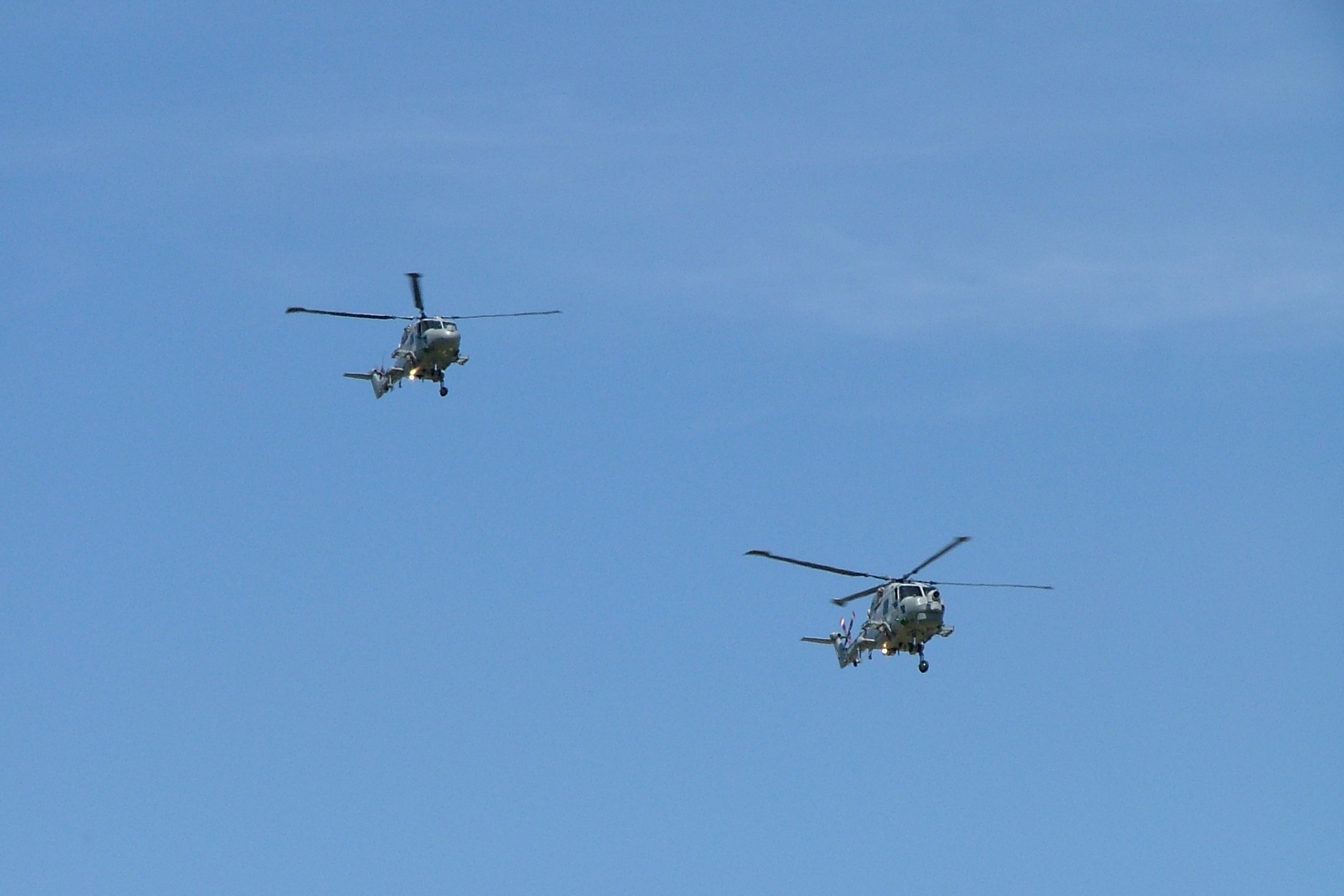
Die Black Cats auf der RIAT 2005

Die Black Cats (dt. übersetzt: Schwarze Katzen) ist die Helikopter-Kunstflugstaffel der britischen Royal Navy.

## Geschichte
Die Black Cats wurden 2001 gegründet. Bis 2004 hatte die Staffel keinen offiziellen Namen, sie war in den ersten drei Jahren schlicht als Lynx Pair bekannt. Die Cats fliegen zwei Helikopter des Typs Sea Lynx, die eigentlich zur U-Jagd eingesetzt werden. Die Maschinen und Staffelangehörigen wurden zunächst von der 702. Naval Air Squadron gestellt, die auf der Royal Naval Air Station Yeovilton in Yeovil stationiert war. Inzwischen wurde die No. 702 Squadron aufgelöst seitdem stellt die No. 825 Naval Air Squadron Personal und Gerät, die Lynx-Hubschrauber wurden inzwischen durch Maschinen des Typs AgustaWestland AW159 Wildcat HMA Mk2 ersetzt.
Das Team gewann beim Royal International Air Tattoo 2003 das Steadman Sword für die beste Aufführung eines britischen Teilnehmers.
Die Black Cats sind die Nachfolger der 1992 aufgelösten Kunstflugstaffel The Sharks, die vier Aérospatiale SA 341/342 einsetzten.